# Сан Бернардино (окръг)
Сан Бернардино в щата Калифорния е най-големият по площ окръг в Съединените американски щати.
Окръжният му център е град Сан Бернардино. Според данните от преброяването за 2000 г. в окръга живеят 1 709 434 души.
Окръгът е с обща площ от 52 073 км² (20 105 мили²). Намира се в югоизточната част на Калифорния. Пустините и планините на този обширен окръг се простират от покрайнините на мегаполиса Лос Анджелис до границата с щата Невада и до река Колорадо.

## Градове
Над 100 000 жители
- Виктървил
- Онтарио
- Ранчо Кукамонга
- Сан Бернардино
- Фонтана

От 75 000 до 100 000 жители
- Риалто
- Чино Хилс

Под 75 000 жители:
- Аделанто
- Апъл Вали
- Барстоу
- Биг Беър Лейк
- Гранд Терас
- Колтън
- Лома Линда
- Монтклер
- Нийдълс
- Редландс
- Туентинайн Палмс
- Хайленд
- Чино
- Ъпленд
- Юкайпа
- Юка Вали